# Eli Pasquale
Ilario Enrico Pasquale, detto Eli (Sudbury, 24 agosto 1960 – Victoria, 4 novembre 2019), è stato un cestista canadese.

## Carriera
Venne selezionato dai Seattle SuperSonics al quinto giro del Draft NBA 1984 (106ª scelta assoluta).
Con il Canada disputò due edizioni dei Giochi olimpici (Los Angeles 1984, Seul 1988), tre dei Campionati mondiali (1982, 1986, 1990) e quattro dei Campionati americani (1984, 1988, 1989, 1997).